# Canela (langue)
Pour les articles homonymes, voir Canela (homonymie).
Le canela est une langue de la famille des langues jê parlée au Brésil.

## Classification
Le canela est un des parlers timbira. Il est parlé par deux groupes d'Amérindiens, les Canela Apãniekrá qui vivent dans l'État brésilien de Maranhão et les Canela Ramkokamekrá du Pará. 
Les diffèrent groupes Timbira considèrent qu'au delà des différences linguistiques ils parlent une seule et même langue, le timbira qui fonde leur identité collective. 